# Angels of Darkness, Demons of Light I
Angels of Darkness, Demons of Light I es el sexto disco de estudio de la banda estadounidense Earth, lanzado en febrero de 2011 por el sello Southern Lord. Su sucesor fue publicado en 2012.
Angels of Darkness, Demons of Light I es el primer álbum de Earth en que participan la chelista Lori Goldston y el bajista Karl Blau, y musicalmente continúa la exploración que la banda comenzó en HEX; Or Printing in the Infernal Method. Al respecto, y haciendo alusión a la nueva formación de la banda, en su reseña del álbum para allmusic Thom Jurek plantea que "los nuevos Earth crean música más atmosférica con paisajes sonoros más áridos; exploran melodías monolíticas, pero con capas muy marcadas dentro de sus característicos drones, creando un aura equivalente a paisajes desérticos vastos y absolutamente desolados".

## Lista de canciones
Escrito por Dylan Carlson y Adrienne Davies, excepto donde se indica.
| N.º | Título                                  | Escritor(es)                              | Duración |  |
| 1.  | «Old Black»                             |                                           | 5:15     |  |
| 2.  | «Father Midnight»                       |                                           | 5:50     |  |
| 3.  | «Descent to the Zenith»                 |                                           | 5:29     |  |
| 4.  | «Hell's Winter»                         |                                           | 3:50     |  |
| 5.  | «Angels of Darkness, Demons of Light I» | Carlson, Davies, Karl Blau, Lori Goldston | 4:17     |  |

## Créditos
| - Dylan Carlson – guitarra eléctrica, dispositivos - Karl Blau – bajo eléctrico - Lori Goldston – chelo, dispositivos - Adrienne Davies – batería, percusiones | - Ingeniería por Stuart Hallerman. - Masterizado por Mell Dettmer. - Arte por Stacey Rozich. - Tipografía por Kyle Hanson. - Dirección de arte por Earth. - Diseño y construcción por Aaron Edge. |